# Louisa Ghijs

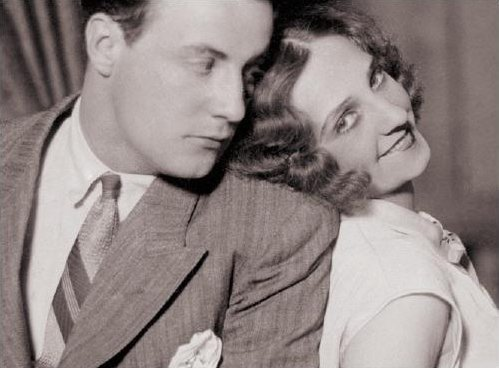
Johannes Heesters und Louisa Ghijs (1928)

Ludovica „Louisa“ Ghijs (* 19. März 1902 in Brüssel, Belgien; † 18. Juli 1985 in Bayern, Deutschland) war eine belgische Operettensängerin und Schauspielerin. Die Künstlerin war auch unter den Namen Wiske Ghijs und Wiesje Ghijs bekannt.

## Leben
Ghijs stand bereits im Alter von zwölf Jahren auf der Bühne. Nach ihrer Schauspielausbildung am Koninklijk Conservatorium Antwerpen wurde sie in Belgien und den Niederlanden als Operettensängerin bekannt.
In den späten 1920er-Jahren war Ghijs kurzzeitig mit dem Schriftsteller Herman de Man liiert. Ab 1927 trat sie mit der Rotterdamer Theater-Gruppe von Johan Boskamp auf, unter anderem im Stück De zwarte diamant. Ab Oktober 1927 spielte sie in der niederländischen Theater-Gruppe von Jacques van Bijlevelt.
Im Jahr 1928 lernte Ghijs den niederländischen Schauspieler und Sänger Johannes Heesters kennen. Mit ihm trat sie in der Folgezeit wiederholt zusammen auf, unter anderem am Amsterdamer Theater Carré in der Operette Blauwe Mantel.
Es folgten Hauptrollen in Inszenierungen von Walter Kollos Drei arme kleine Mädels (1928), Leo Falls Der fidele Bauer (1929) und Sidney Jones’ Die Geisha (1930).
Im Jahr 1935 spielte sie an der Seite ihres Ehemanns eine kleinere Nebenrolle im Film De vier Mullers. Im folgenden Jahr zog das Paar nach Deutschland um und lebte in Berlin. Ghijs zog sich danach ins Privatleben zurück.
Louisa Ghijs war von 1930 bis zu ihrem Tod mit Johannes Heesters verheiratet. Der Ehe entstammen zwei Töchter, die Pianistin Louise Paula ‚Wiesje‘ Herold-Heesters (* 1931) und die Schauspielerin Nicole Heesters (* 1937). Zu ihren Enkeln gehört die Schauspielerin Saskia Fischer. Louisa Ghijs war in ihren letzten Lebensjahren an Demenz erkrankt. Sie starb am 18. Juli 1985 im Alter von 83 Jahren.

## Filmografie
- 1935: De vier Mullers